# Alstom
Alstom (GEC Alsthom, originalmente Alsthom) é um grupo industrial francês que atua na área de infraestrutura de energia e transporte, presente em dois segmentos: indústria de materiais ferroviários (por exemplo, composições de alta velocidade, metros, etc.) e produção de energia (construção de usinas, equipamentos, prestação de serviços). Segundo a página oficial da empresa na Internet, em 2007 ela era formada por 65.000 colaboradores distribuídos em 70 países do mundo, sendo o maior construtor mundial de usinas elétricas e fornecedor de turbinas, geradores e trens de alta velocidade. A empresa contava com uma filial dedicada à construção marítima, na qual foi vendida em 2006. No Brasil, a empresa é composta por 5.000 colaboradores, com sede em São Paulo.

## Informação Financeira
A Alstom é uma empresa de capital aberto, operada na Bolsa de Paris desde 22 de Junho de 1998. O grupo já fora listado nas bolsas de valores de Londres a partir de 17 de Novembro de 2003, e de Nova Iorque, a partir de Agosto de 2004. Ao retirar suas ações desses mercados em 31 de Dezembro de 2005, seu valor total era de €6.7 bilhões. Em 9 de Março de 2007, o valor total da empresa estava em €13.6 bilhões.

## História
A empresa foi originalmente constituída com a denominação Compagnie Générale d'Electricité's Alsthom em 1928 a partir de 3 companhias: Société Alsacienne de Constructions Mécaniques, Compagnie Générale d'Electricité (CGE) e Compagnie française Thomson-Houston. O nome da companhia foi derivado do nome da região onde foi fundada Alsácia e do engenheiro britânico Elihu Thomson.
A segunda encarnação desta companhia, a GEC Alsthom, foi formada em 1988 a partir da empresa britânica The General Electric Company e da Compagnie Générale d'Electricité's Alsthom. Em 1991, a General Electric Company adotou o nome Alcatel Alsthom e em 1998 passou a ser denominada simplesmente de Alcatel.
Em dezembro de 1997, a GEC Alsthom mudou o seu nome para Alstom. GEC e Alcatel guardaram 24% das acções da nova companhia, vendidos a quase totalidade em 2001. O valor inicial de cada ação foi de aproximadamente 32 euros.
A partir de 2001, o grupo entrou em crise, devido a problemas em turbinas desenvolvidas na virada do século e fracassos de sua divisão naval. Os problemas financeiros devido ao conserto das turbinas GT24 e GT26 quase levaram a empresa à falência. Em 12 de Março de 2003, as ações da empresa eram cotadas a apenas 1.36 €. Apenas com a ajuda financeira do estado francês que a multinacional foi capaz de se recuperar. Os 21% de ações controladas pelo governo durante a crise foram posteriormente vendidos ao grupo Bouygues, um dos maiores grupos de construção civil do mundo.
Em dezembro de 2007, após os anúncios dos resultados do ano, as ações da empresa eram cotadas a €132 na Bolsa de Paris.
Em novembro de 2009, a Alstom iniciou a criação de um grupo de empresas portuguesas para a produção e distribuição de componentes para o material circulante necessário a projetos de alta velocidade no país.

### Operação Lava Jato
A empresa foi condenada na justiça européia por pagar propina à Petrobrás para conseguir licitação para obras frente às demais concorrentes.

## Produtos

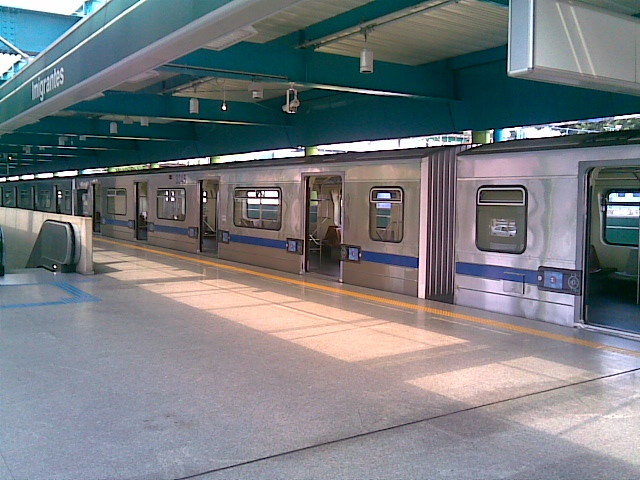
Trem da Linha 2-Verde do Metrô de São Paulo (Alstom Millennium / Alstom Milênio) fabricado em 1997/1998.

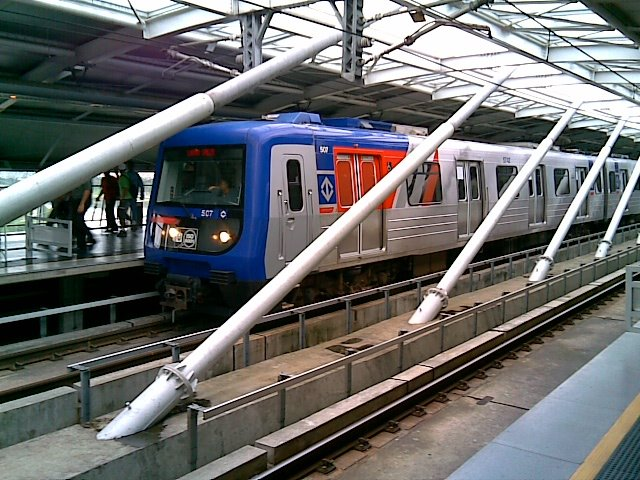
Trem da Linha 5-Lilás do Metrô de São Paulo, Alstom Metropolis.

Dentre os produtos fabricados pela Alstom estão:

### Veículos ferroviários
- Citadis (elétrico)
- Alstom Milennium (Unidade Múltipla a Tracção Eléctrica)
- Alstom Metropolis (Unidade Múltipla a Tração Eléctrica)
- Alstom Dezesseis
- X'Trapolis (Unidade Múltipla a Tração Eléctrica)
- KTX, (TGV coreano) trens de alta velocidade
- Pendolino, trens
- AGV, TGV, (composições de alta velocidade)
- Vários componentes para material circulante dos Caminhos de Ferro Portugueses

### Sistemas de potência
- Boilers
- Sistemas de controle ambiental
- Turbinas (hidroelétricas, gás, etc.)
- Geradores
- Projetos completos de usinas
- Sistemas eólicos de geração de energia

## Clientes em sistemas de transporte
- Angel Trains (Reino Unido)
- Amtrak (Estados Unidos da América)
- Amtrak California(Estados Unidos da América)
- Tchéquia Linhas Férreas
- Ministério dos Transportes da China
- Connex Melbourne (Austrália)
- Comboios de Portugal
- CBTU - Companhia Brasileira de Trens Urbanos (Brasil)
- CPTM - Companhia Paulista de Trens Metropolitanos (Brasil)
- Trensurb - Empresa de Trens Urbanos de Porto Alegre S.A. (Brasil)
- E.On (Alemanha)
- Eversholt Rail Group (Reino Unido)
- Indian Railways (Índia)
- Kowloon–Canton Railway Corporation (Hong Kong)
- Linha Universidade (Brasil)
- London Underground (Londres, Reino Unido)
- Luas (Dublin, Irlanda)
- Metrovías S.A. (Espanha)
- Metrô de Atlanta (Estados Unidos da América)
- Metrô do Distrito Federal (Brasil)
- Metropolitan Transportation Authority (New York) (Estados Unidos da América)
- Metrô de Varsóvia (Polónia)
- Metrô do Rio de Janeiro (Brasil)
- Mass Transit Railway  (Hong Kong)
- New Jersey Transit (Estados Unidos da América)
- NS (Holanda)
- Porterbrook (Reino Unido)
- Régie Autonome des Transports Parisiens (França)
- SBS Transit (Singapura)
- Metrô de São Paulo (Brasil)
- Supervia (Brasil)
- Southeastern Pennsylvania Transportation Authority (Estados Unidos da América)
- Nationale Maatschappij der Belgische Spoorwegen / Société Nationale des Chemins de fer Belges (Bélgica)
- SNCF (França)
- SMRT Corporation (Singapura)
- Sri Lanka Railway Department (Sri Lanka)
- Statens Järnvägar (Suécia)
- Storstockholms Lokaltrafik (Estocolmo, Suécia)
- Société de transport de Montréal (Canadá)
- Metrô de Taipé (República da China)
- Vattenfall
- VIA Rail (Canadá)
- VLT Carioca (Brasil)
- ViaMobilidade Linhas 8 e 9 (Brasil)
- ViaMobilidade Linhas 5 e 17 (Brasil)
- Washington Metropolitan Area Transit Authority (Estados Unidos da América)

## Clientes em sistemas de potência
- 25% de toda energia gerada no mundo passa por equipamentos da Alstom
- A Alstom é responsável por 50% da capacidade instalada no Brasil